# Salles-sous-Bois
Salles-sous-Bois es una comuna francesa situada en el departamento de Drôme, en la región de Auvernia-Ródano-Alpes.

## Demografía
| 151 | 114 | 129 | 135 | 146 | 190 | 208 |
| Para los censos de 1962 a 1999 la población legal corresponde a la población sin duplicidades (Fuente: INSEE [Consultar]) |     |     |     |     |     |     |